# Davide Ceccarelli
Davide Ceccarelli (Poggibonsi, 19 giugno 1961) è un ex cestista e allenatore di pallacanestro italiano.

## Carriera
Ha disputato 11 stagioni in serie A. Tra queste ricordiamo l’esordio a Siena, gli anni con la Sangiorgese a Porto San Giorgio (1984-1987) e gli anni con la Libertas Basket 1946 a Forlì (1987-1993). Termina la carriera sportiva nella stagione sportiva 1993/94 giocando in serie B1 nel Basket Club Faenza.
Tiratore, ha raggiunto la massima serie partendo dalla promozione.
È diventato allenatore della squadra femminile di Porto San Giorgio nel 2008-09 a stagione già iniziata (il 20 dicembre 2008); la squadra aveva appena subito 7 sconfitte su 11 partite giocate e dopo il suo arrivo la squadra ha vinto 11 gare su 15 ed è riuscita a entrare nei play-off, concludendo al sesto posto in classifica. Nel campionato successivo, 2009-2010, ha disputato la finale di A2 femminile per la promozione in A1 contro Lucca.
Nel 2011 viene convocato da coach Alberto Bucci in Nazionale Over 50, per disputare a Nadal, in Brasile, il Campionato Mondiale, in cui l'Italia vinse la medaglia d'argento.
A Salonicco in Grecia nel 2013 vince  con la Nazionale Italiana Over 50 la medaglia d'oro, battendo in finale la Slovenia, in squadra con Mario Boni, Luigi Mentasti, Marco Solfrini, Piero Montecchi, Flavio Carera, Marco Tirel, Peppe Ponzoni.
Nel 2017 a Montecatini Terme con la Nazionale Over 55 vince la medaglia d'argento perdendo la finale contro la nazionale Slovena

## Attività come scrittore - Curiosità
Scrittore emergente, nel 2009 ha pubblicato un libro di poesie: Dove la terra annega.
Nel 2011 viene edito da Tracce Editore la sua seconda raccolta di poesie intitolata Attese. Nel 2013 Marte Editrice pubblica la sua terza raccolta intitolata Macadamie. La giuria del premio nazionale Histonium di Vasto gli conferisce una menzione d'onore nel 2012 sezione libri editi e nel 2013 il premio speciale del presidente nella sezione "poesie d'amore - silloge inedite". Nel 2015 l'agenzia di consulenze editoriali "Scriptorama" nella persona del titolare Luca Pantanetti decide di inserire un racconto inedito intitolato Dell'amore e dell'amicizia nella pubblicazione del libro AA.VV. 2. Sempre nel 2015, in seguito alla partecipazione al corso di scrittura creativa promosso dal Collettivo Idra e sponsorizzato dalla COOP, ha contribuito alla stesura e realizzazione di un romanzo cooperativo intitolato Una nuova stagione disponibile in tutte le COOP d'Italia.
Nel Giugno 2022, al Teatro Comunale di Porto San Giorgio, esordisce insieme agli allievi del laboratorio teatrale Proscenio, nello spettacolo "Shekespearama" con la regia di Stefano de Bernardin, Lorenzo Marziali e  Stefano Tosoni  il quale ha curato i testi.

## Record
- Nel 1990 nello spareggio-promozione giocato a Fabriano il 24 Maggio, porta la Libertas Forlì 1946 in A1 con un memorabile 6/6 da tre punti partendo dalla panchina.
- Nella classifica storica italiana dei tiri liberi si posiziona all'ottavo posto assoluto concludendo la carriera con quasi il 90%.